# Zambujal (Condeixa-a-Nova)
Zambujal es una freguesia portuguesa del concelho de Condeixa-a-Nova, con 18,04 km² de superficie y 429 habitantes (2001). Su densidad de población es de 23,8 hab/km².